# MeatballWiki
MeatballWiki – serwis internetowy oparty na mechanizmie wiki, którego głównym założeniem jest stworzenie społeczności internautów zajmujących się wypracowywaniem różnych rozwiązań służących współpracy użytkowników online.
MeatballWiki i jej główny inicjator Sunir Shah mieli znaczący wpływ na rozwój wielu projektów Wiki. Społeczność tworząca MeatballWiki przyczyniła się do rozwoju oprogramowania wiki o nazwie UseModWiki. MeatballWiki ma znaczenie jako miejsce integracji szerzej pojmowanej społeczności wiki.